# Boutx
Pour les articles homonymes, voir Bouts.
Boutx [buts] (Bots en occitan gascon) est une commune française du département de la Haute-Garonne, en région Occitanie.
La commune possède un patrimoine naturel remarquable : deux sites Natura 2000 et huit zones naturelles d'intérêt écologique, faunistique et floristique.

## Géographie

### Localisation
Boutx est une commune du située dans le sud-ouest  de la Haute-Garonne, limitrophe du département de l'Ariège, située dans les Pyrénées à 36 km au sud de Saint-Gaudens et proche de la frontière franco-espagnole.
Sur le plan historique et culturel, la commune est dans le pays de Comminges, correspondant à l’ancien comté de Comminges, circonscription de la province de Gascogne située sur les départements actuels du Gers, de la Haute-Garonne, des Hautes-Pyrénées et de l'Ariège.
La commune abrite la station de ski du Mourtis.
Elle se trouve dans la zone d'emploi de Saint-Gaudens et le bassin de vie de Montréjeau

### Communes limitrophes
Les communes limitrophes sont Saint-Lary, Argut-Dessous, Bezins-Garraux, Fos, Melles, Portet-d'Aspet, Razecueillé, Saint-Béat-Lez, Sengouagnet, Eup et Arguenos.

### Géologie et relief
La superficie de la commune est de 4 728 hectares ce qui en fait la septième plus grande superficie de la Haute-Garonne, son altitude varie de 560  à   1 850 mètres.

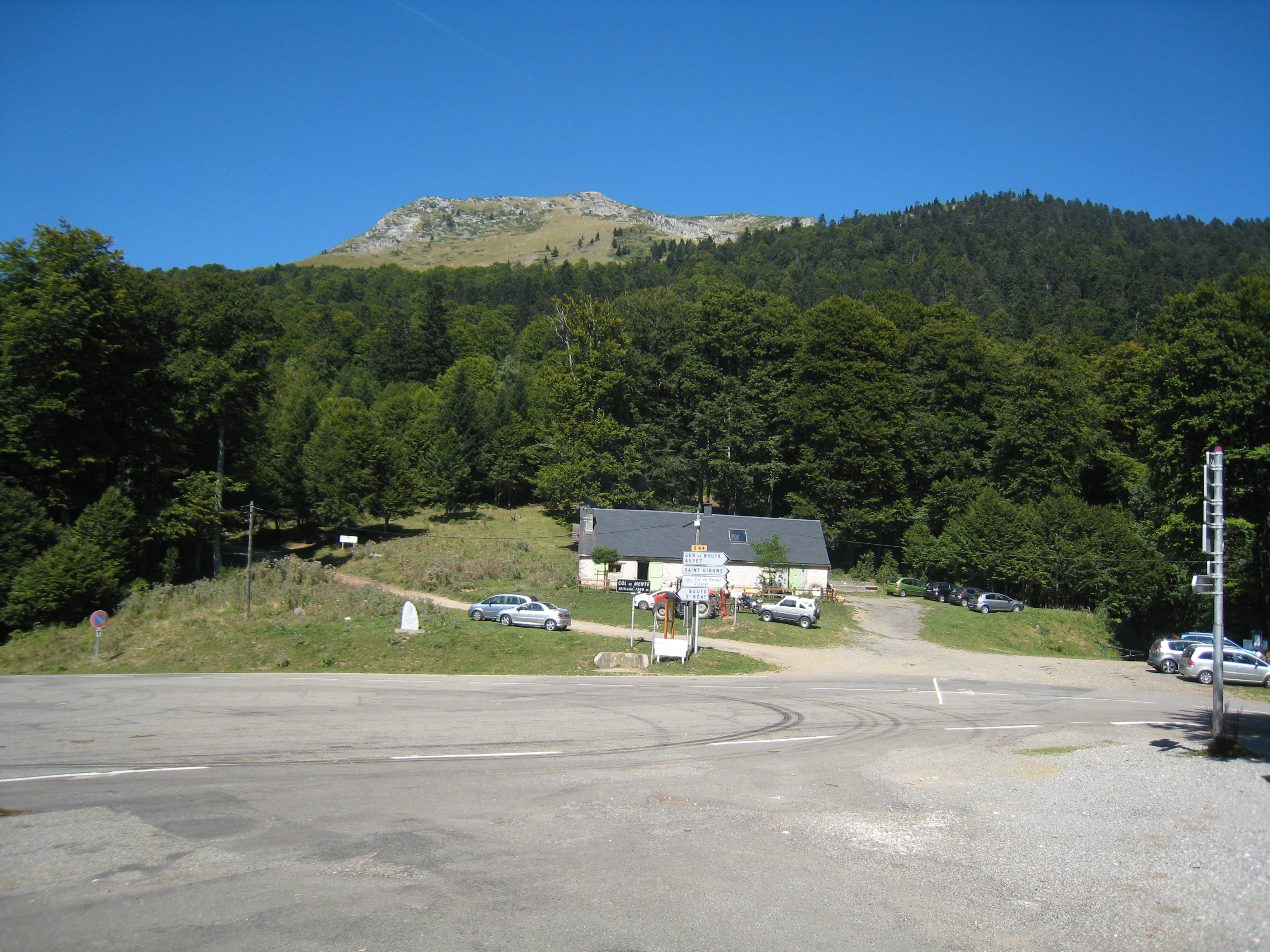
Le col de Menté.

### Hydrographie

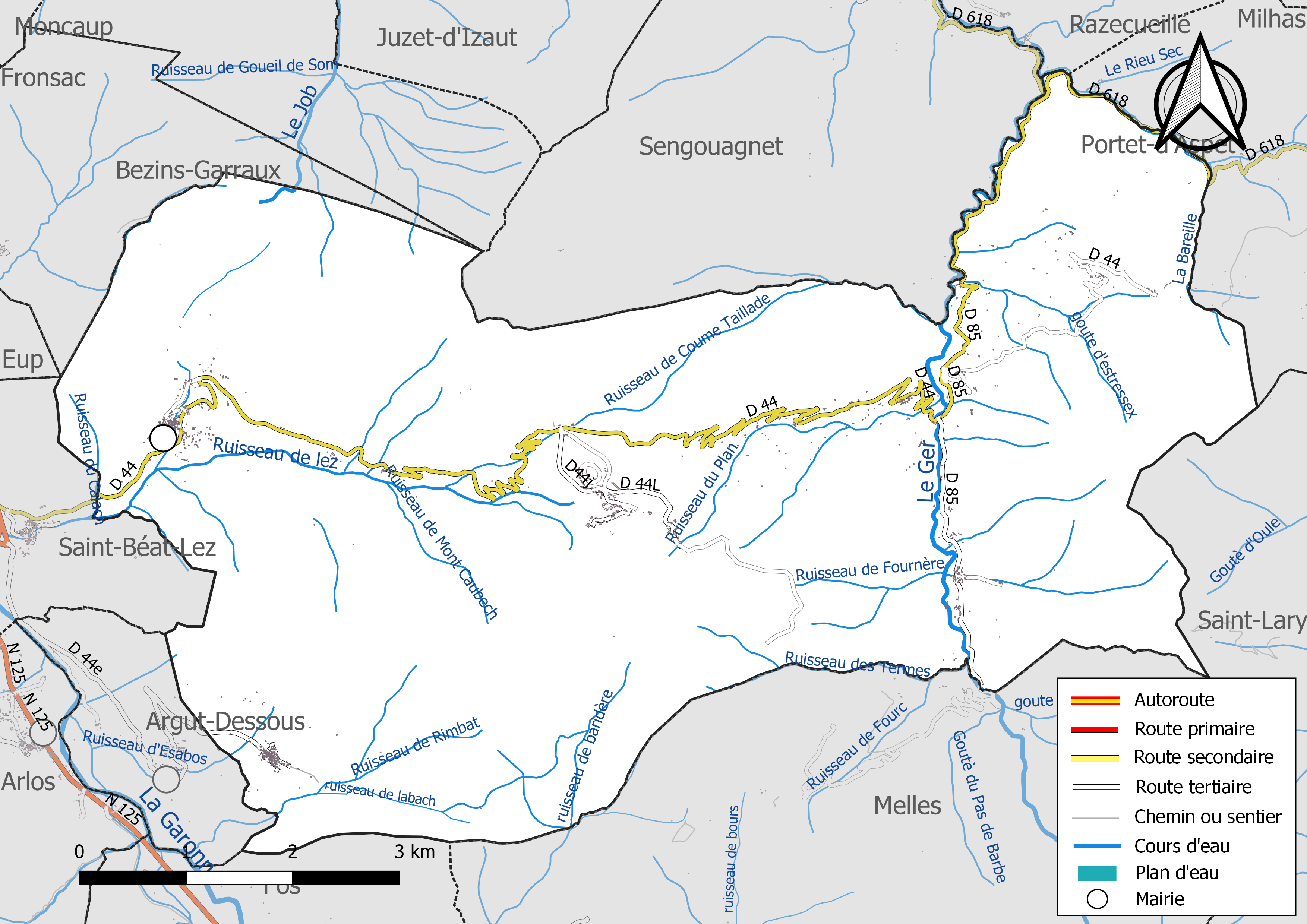
Réseaux hydrographique et routier de Boutx.

La commune est dans le bassin de la Garonne, au sein du bassin hydrographique Adour-Garonne.
Elle est drainée par le Ger, le Job, le ruisseau de Lez, Goute de Mondu, Goutè de Portillon, Goute d'Estressex, la Bareille, le ruisseau de Baridère, le ruisseau de Coume Taillade, le ruisseau de Fournère, le ruisseau de la Galage, le ruisseau de Mont Caubech, le ruisseau de Rimbat, et par divers petits cours d'eau, constituant un réseau hydrographique de 60 km de longueur totale,.

### Climat
Pour des articles plus généraux, voir Climat de l'Occitanie et Climat de la Haute-Garonne.
En 2010, le climat de la commune est de type climat des marges montargnardes, selon une étude s'appuyant sur une série de données couvrant la période 1971-2000. En 2020, Météo-France publie une typologie des climats de la France métropolitaine dans laquelle la commune est exposée à un climat de montagne ou de marges de montagne et est dans la région climatique Pyrénées centrales, caractérisée par une pluviométrie annuelle de 1 000 à 1 200 mm.
Pour la période 1971-2000, la température annuelle moyenne est de 10,3 °C, avec une amplitude thermique annuelle de 15,3 °C. Le cumul annuel moyen de précipitations est de 1 229 mm, avec 9,7 jours de précipitations en janvier et 7,9 jours en juillet. Pour la période 1991-2020, la température moyenne annuelle observée sur la station météorologique la plus proche, située sur la commune de Bagnères-de-Luchon à 17 km à vol d'oiseau, est de 11,5 °C et le cumul annuel moyen de précipitations est de 940,5 mm,. Pour l'avenir, les paramètres climatiques de la commune estimés pour 2050 selon différents scénarios d'émission de gaz à effet de serre sont consultables sur un site dédié publié par Météo-France en novembre 2022.

### Milieux naturels et biodiversité

#### Réseau Natura 2000

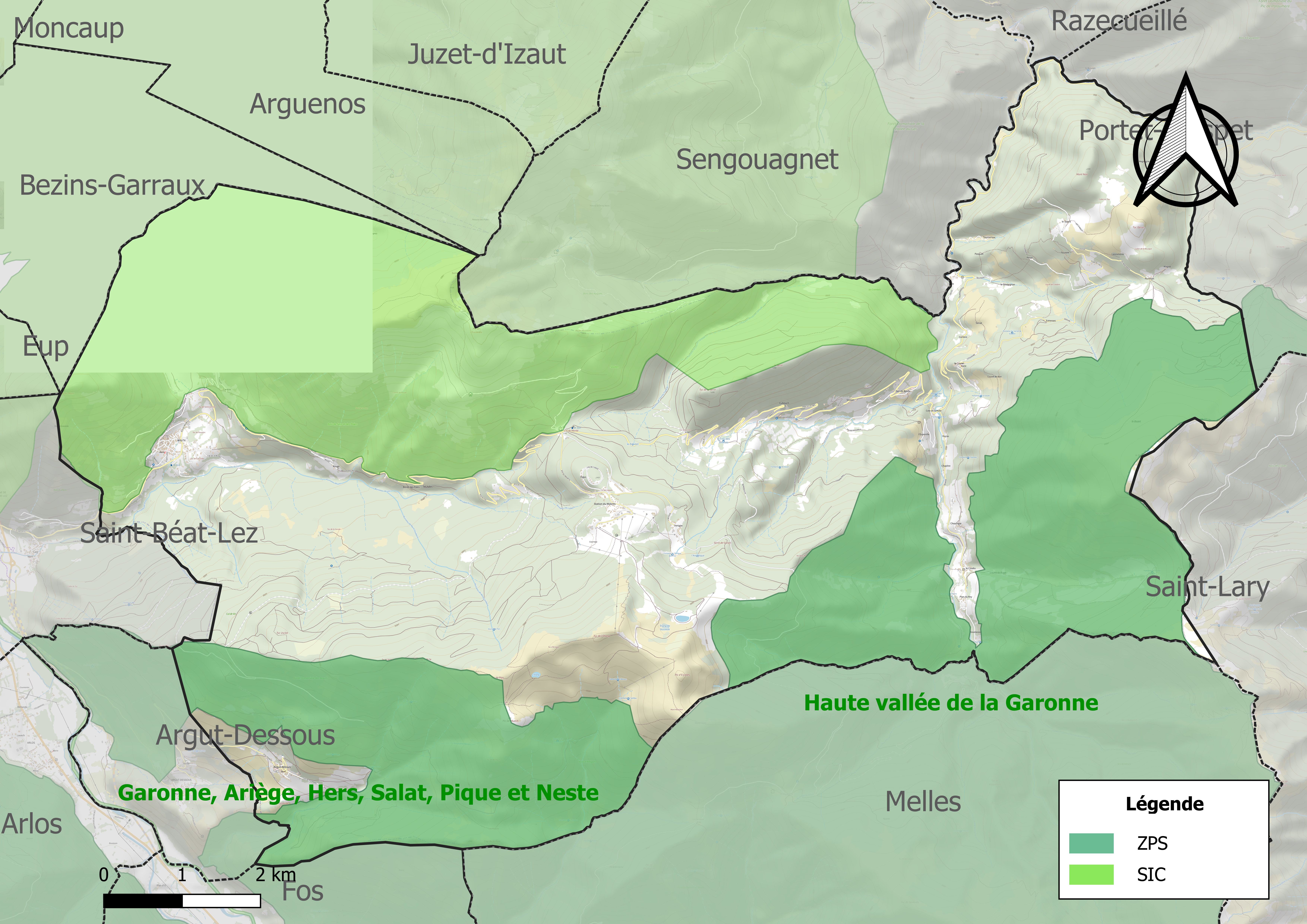
Site Natura 2000 sur le territoire communal.

Le réseau Natura 2000 est un réseau écologique européen de sites naturels d'intérêt écologique élaboré à partir des directives habitats et oiseaux, constitué de zones spéciales de conservation (ZSC) et de zones de protection spéciale (ZPS).
Un site Natura 2000 est défini sur la commune tant au titre de la directive oiseaux, que de la directive habitats, la « haute vallée de la Garonne ». Occupant une superficie de 11 134 ha, il s'agit d'une vallée profonde, marquée par l'érosion glaciaire, avec une végétation essentiellement acidiphile caractérisée par des landes à Callune, une forte étendue du manteau boisé, une présence ponctuelle de formations alpines et la présence d'Ours liée à une réintroduction expérimentale. Ce site héberge une avifaune de montagne bien représentée avec bon nombre d'espèces de l'annexe I qui s'y reproduisent, parmi lesquelles sept espèces inféodées aux milieux forestiers.
Un autre site relève de la directive habitats : les « Zones rupestres xérothermiques du bassin de Marignac, Saint-Béat, pic du Gar, montagne de Rié ». Occupant une superficie de 7 680 ha, cet espace présente une grande richesse floristique et faunistique du fait de la diversité et de la complémentarité des habitats présents (pelouses, landes, forêts, parois rocheuses, ravins, torrents encaissés). Des ours sont présents à la suite de leur réintroduction.

#### Zones naturelles d'intérêt écologique, faunistique et floristique

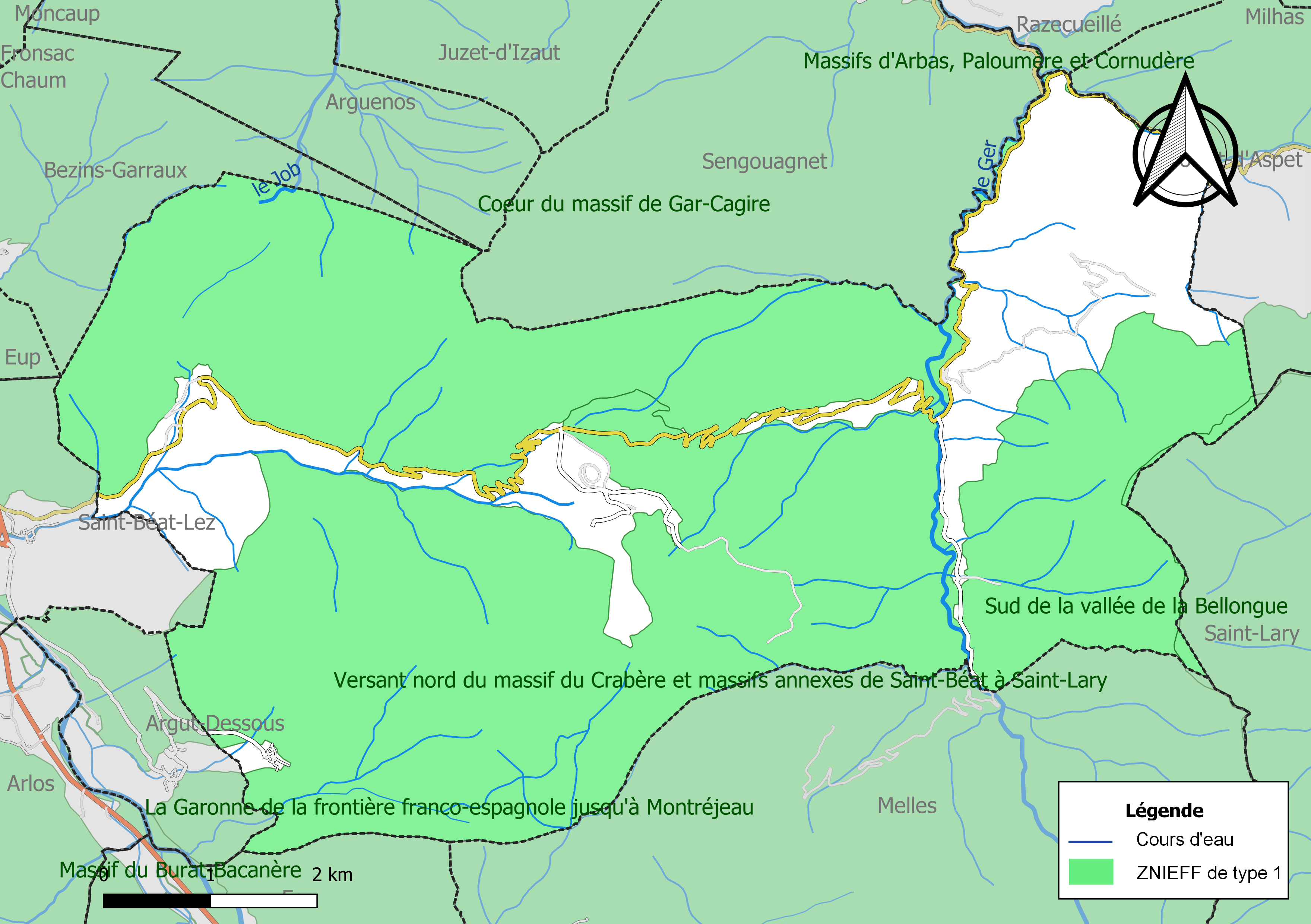
Carte des ZNIEFF de type 1 localisées sur la commune.

L’inventaire des zones naturelles d'intérêt écologique, faunistique et floristique (ZNIEFF) a pour objectif de réaliser une couverture des zones les plus intéressantes sur le plan écologique, essentiellement dans la perspective d’améliorer la connaissance du patrimoine naturel national et de fournir aux différents décideurs un outil d’aide à la prise en compte de l’environnement dans l’aménagement du territoire.
Cinq ZNIEFF de type 1 sont recensées sur la commune :
- le « cœur du massif de Gar-Cagire » (6 194 ha), couvrant 15 communes du département[16] ;
- les « massifs d'Arbas, Paloumère et Cornudère » (3 918 ha), couvrant 11 communes dont deux dans l'Ariège et neuf dans la Haute-Garonne[17] ;
- le « réseau hydrographique du Ger, partie médiane » (93 ha), couvrant 5 communes du département[18] ;
- le « Sud de la vallée de la Bellongue » (6 156 ha), couvrant 16 communes dont 13 dans l'Ariège et trois dans la Haute-Garonne[19] ;
- le « versant nord du massif du Crabère et massifs annexes de Saint-Béat à Saint-Lary » (8 787 ha), couvrant 8 communes dont deux dans l'Ariège et six dans la Haute-Garonne[20] ;

et trois ZNIEFF de type 2, : 
- l'« ensemble du massif de Gar-Cagire et bassin de Juzet-d'Izaut » (9 679 ha), couvrant 18 communes du département[21] ;
- le « massif de l'Arbas » (27 233 ha), couvrant 45 communes dont 24 dans l'Ariège et 21 dans la Haute-Garonne[22] ;
- les « montagnes entre la haute vallée de la Garonne et la haute vallée du Lez » (28 414 ha), couvrant 21 communes dont 15 dans l'Ariège et six dans la Haute-Garonne[23].

## Urbanisme

### Typologie
Au 1er janvier 2024, Boutx est catégorisée commune rurale à habitat très dispersé, selon la nouvelle grille communale de densité à sept niveaux définie par l'Insee en 2022.
Elle est située hors unité urbaine et hors attraction des villes,.

### Occupation des sols

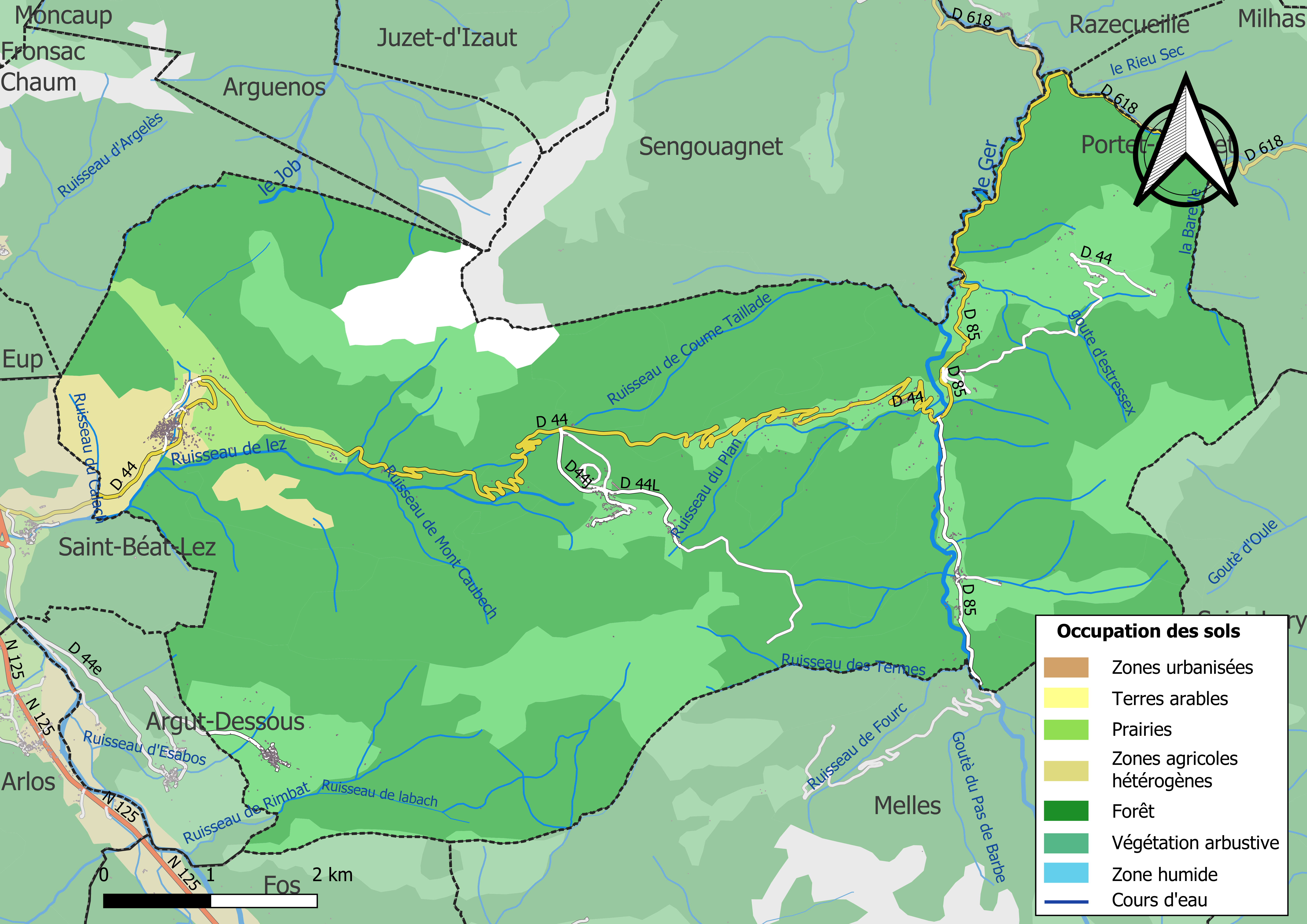
Carte des infrastructures et de l'occupation des sols de la commune en 2018 (CLC).

L'occupation des sols de la commune, telle qu'elle ressort de la base de données européenne d’occupation biophysique des sols Corine Land Cover (CLC), est marquée par l'importance des forêts et milieux semi-naturels (95 % en 2018), en diminution par rapport à 1990 (96,5 %). La répartition détaillée en 2018 est la suivante : 
forêts (72,1 %), milieux à végétation arbustive et/ou herbacée (20,7 %), zones agricoles hétérogènes (3,1 %), espaces ouverts, sans ou avec peu de végétation (2,2 %), prairies (1,9 %). L'évolution de l’occupation des sols de la commune et de ses infrastructures peut être observée sur les différentes représentations cartographiques du territoire : la carte de Cassini (XVIIIe siècle), la carte d'état-major (1820-1866) et les cartes ou photos aériennes de l'IGN pour la période actuelle (1950 à aujourd'hui).

### Lieux-dits, hameaux et écarts
La commune comprend les hameaux d’Argut-Dessus et Couledoux, des anciennes communes avec qui elle a fusionné en 1974 et qui sont devenues ses communes déléguées,. On  note également le hameau de Ger-de-Boutx
La station de ski du Mourtis, qu'elle a créé et qui est gérée par le SMOHG, se trouve sur son territoire

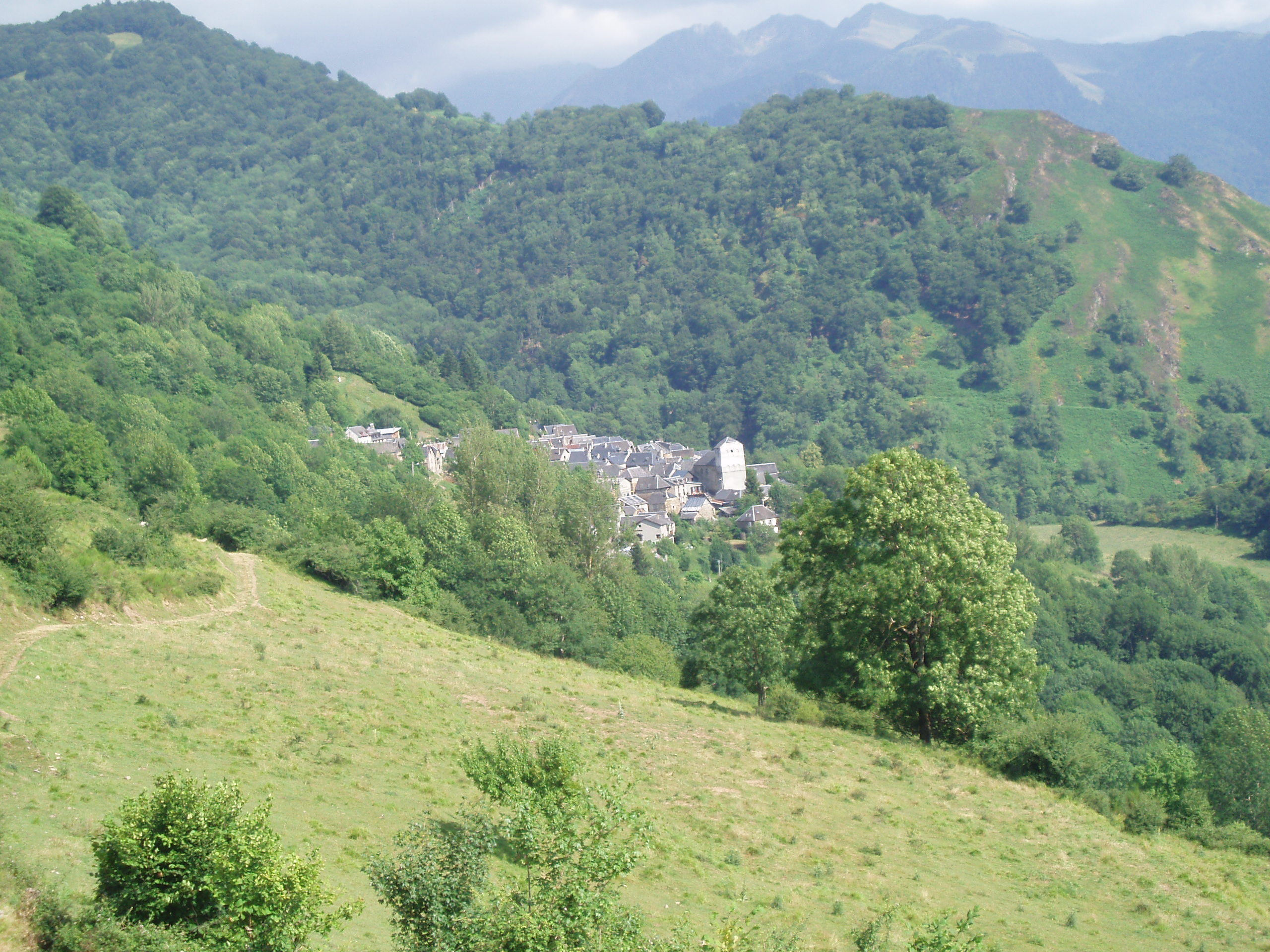
Argut-Dessus, vu depuis l'ouest.
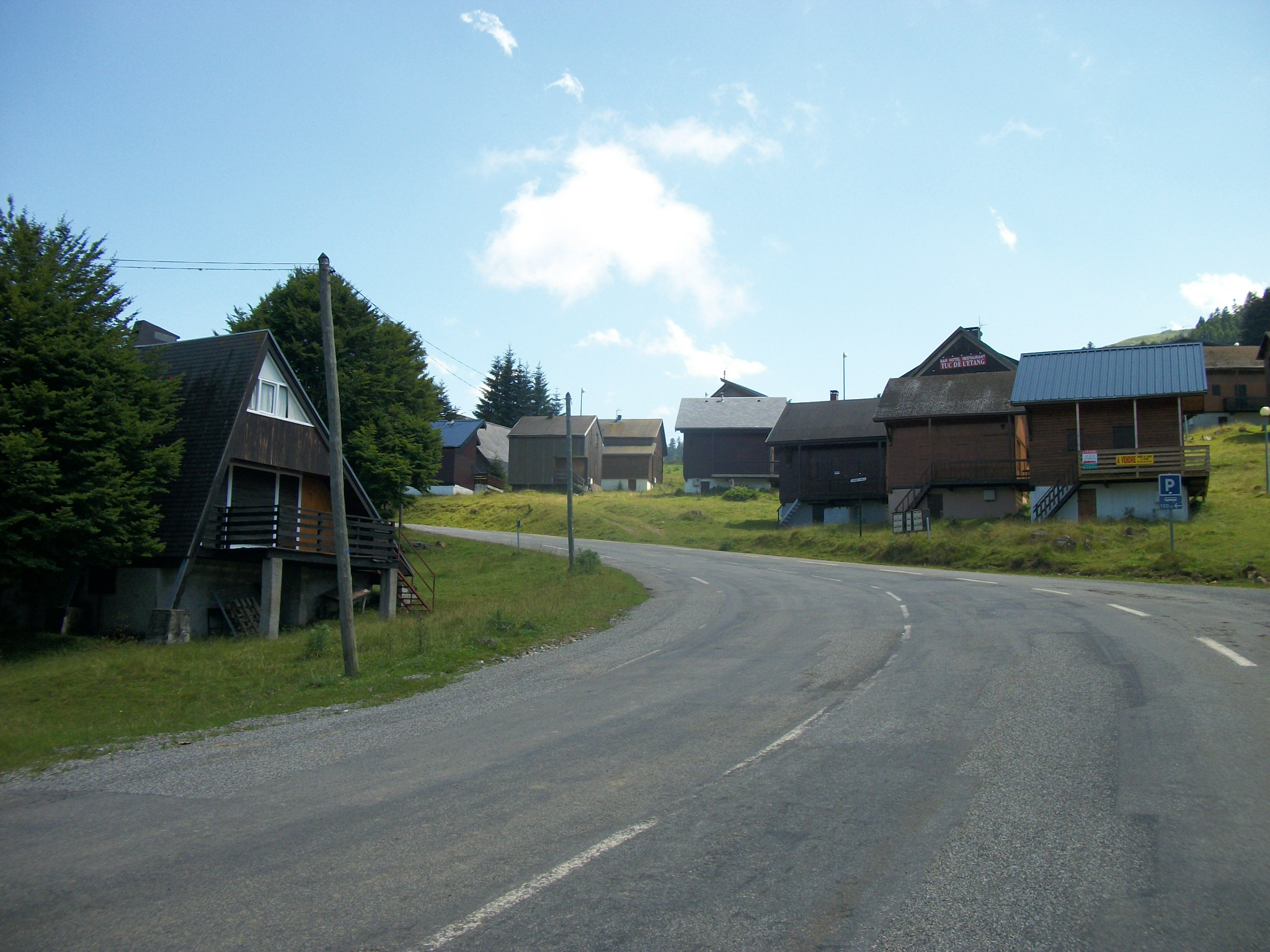
La station du Mourtis

### Habitat et logement
En 2020, le nombre total de logements dans la commune était de 698, alors qu'il était de 684 en 2015 et de 656 en 2010.
Parmi ces logements, 17,9 % étaient des résidences principales, 74 % des résidences secondaires et 8 % des logements vacants. Ces logements étaient pour 81,3 % d'entre eux des maisons individuelles et pour 18,4 % des appartements.
Le tableau ci-dessous présente la typologie des logements à Boutx en 2020 en comparaison avec celle de la Haute-Garonne et de la France entière. Une caractéristique marquante du parc de logements est ainsi une proportion de résidences secondaires et logements occasionnels (74 %) supérieure à celle du département (4,4 %) et à celle de la France entière (9,7 %).
| Typologie                                               | Boutx | Haute-Garonne | France entière |
| ------------------------------------------------------- | ----- | ------------- | -------------- |
| Résidences principales (en %)                           | 17,9  | 88,4          | 82,1           |
| Résidences secondaires et logements occasionnels (en %) | 74    | 4,4           | 9,7            |
| Logements vacants (en %)                                | 8     | 7,2           | 8,2            |

### Voies de communication et transports
Accès par l'autoroute A64 sortie no 17 puis la route nationale 125 et avec le réseau Arc-en-ciel ainsi qu'en gare de Gourdan-Polignan sur la ligne Toulouse - Bayonne.

### Risques naturels et technologiques
Le territoire de la commune de Boutx est vulnérable à différents aléas naturels : météorologiques (tempête, orage, neige, grand froid, canicule ou sécheresse), inondations, feux de forêts, mouvements de terrains, avalanche  et séisme (sismicité moyenne). Il est également exposé à un risque particulier : le risque de radon. Un site publié par le BRGM permet d'évaluer simplement et rapidement les risques d'un bien localisé soit par son adresse soit par le numéro de sa parcelle.

#### Risques naturels
Certaines parties du territoire communal sont susceptibles d’être affectées par le risque d’inondation par débordement de cours d'eau, notamment le Job. La commune a été reconnue en état de catastrophe naturelle au titre des dommages causés par les inondations et coulées de boue survenues en 1982, 1991, 1993, 1999 et 2009,.
Un plan départemental de protection des forêts contre les incendies a été approuvé par arrêté préfectoral du 25 septembre 2006. Boutx est exposée au risque de feu de forêt du fait de la présence sur son territoire du massif des Pyrénées. Il est ainsi défendu aux propriétaires de la commune et à leurs ayants droit de porter ou d’allumer du feu dans l'intérieur et à une distance de 200 mètres des bois, forêts, plantations, reboisements ainsi que des landes. L’écobuage est également interdit, ainsi que les feux de type méchouis et barbecues, à l’exception de ceux prévus dans des installations fixes (non situées sous couvert d'arbres) constituant une dépendance d'habitation,

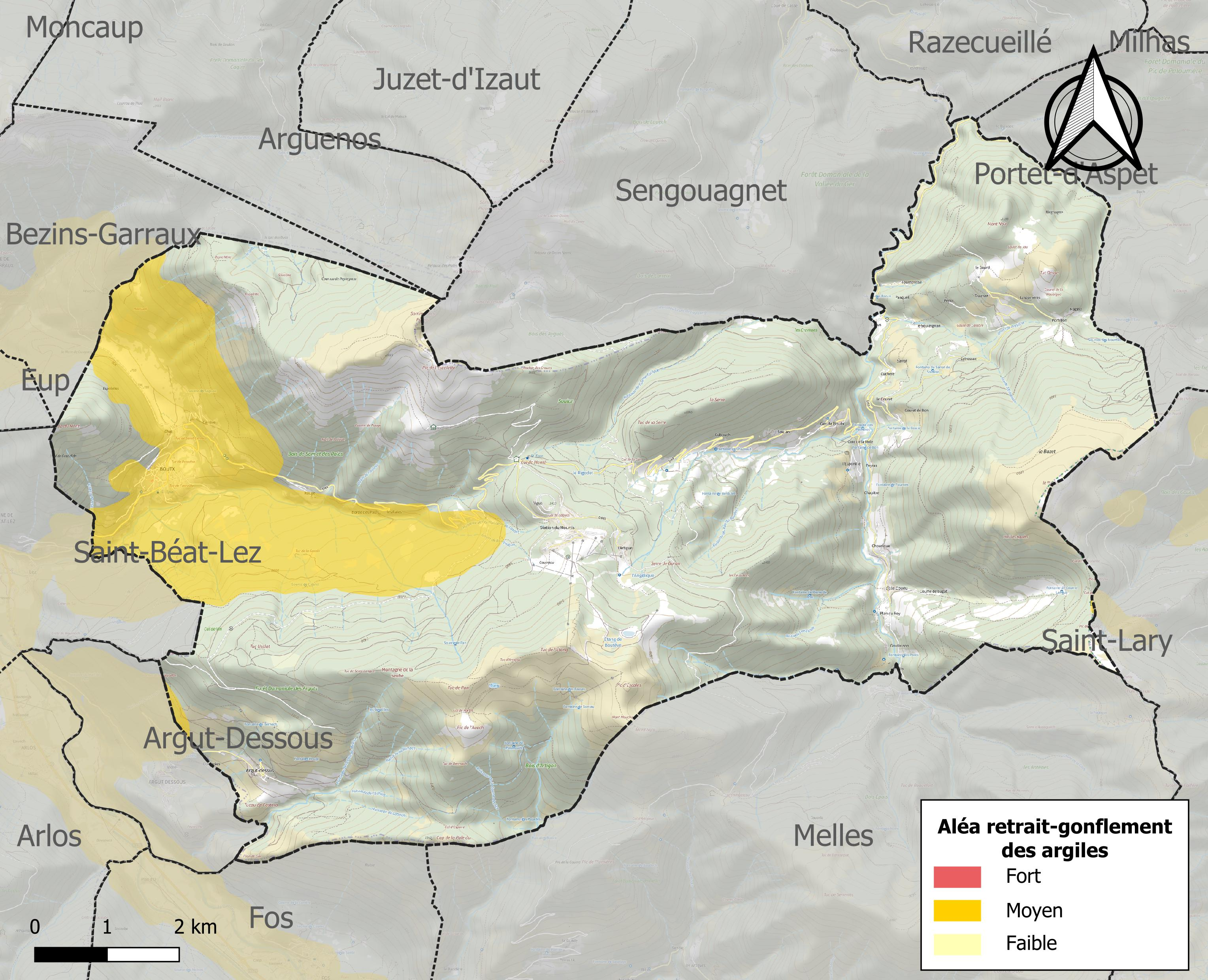
Carte des zones d'aléa retrait-gonflement des sols argileux de Boutx.

La commune est vulnérable au risque de mouvements de terrains constitué principalement du retrait-gonflement des sols argileux. Cet aléa est susceptible d'engendrer des dommages importants aux bâtiments en cas d’alternance de périodes de sécheresse et de pluie. 13,5 % de la superficie communale est en aléa moyen ou fort (88,8 % au niveau départemental et 48,5 % au niveau national). Sur les 567 bâtiments dénombrés sur la commune en 2019, 206 sont en aléa moyen ou fort, soit 36 %, à comparer aux 98 % au niveau départemental et 54 % au niveau national. Une cartographie de l'exposition du territoire national au retrait gonflement des sols argileux est disponible sur le site du BRGM,.
Par ailleurs, afin de mieux appréhender le risque d’affaissement de terrain, l'inventaire national des cavités souterraines permet de localiser celles situées sur la commune.
Concernant les mouvements de terrains, la commune a été reconnue en état de catastrophe naturelle au titre des dommages causés par la sécheresse en 2003, par des mouvements de terrain en 1999 et par des glissements de terrain en 1991 et 1993.

#### Risque particulier
Dans plusieurs parties du territoire national, le radon, accumulé dans certains logements ou autres locaux, peut constituer une source significative d’exposition de la population aux rayonnements ionisants. Certaines communes du département sont concernées par le risque radon à un niveau plus ou moins élevé. Selon la classification de 2018, la commune de Boutx est classée en zone 3, à savoir zone à potentiel radon significatif.

## Toponymie
L'étymologie de Boutx, d'après la tradition orale locale, remonterait au buis dont étaient couverts les terrains situés à l'ouest, avant d'être mis en culture. Une autre piste évoquée est celle du pré-latin "Buk", qui désigne un creux entre deux montagnes.

## Histoire

### Antiquité
Les découvertes archéologiques suggèrent que le lieu était habité à l'époque romaine.

### Moyen Âge
Boutx est signalé dès l'an 1140, pour sa contribution à la dîme collectée par le prieuré de Saint-Béat. Les archives départementales de Haute-Garonne font état, en 1336, du rattachement administratif de Boutx à la châtellenie de Frontignes.
Le 17 février 1474, le Comte de Comminges Odet d’Aydie aurait concédé à Boutx les forêts et montagnes environnant le consulat - rive gauche de la haute vallée du Ger - en signe de gratitude pour l'accueil qui lui était fait lors de ses chasses selon Bertrand Abadie, moyennant la somme de 14 écus payée comptant ainsi que de 6 liards par an pour la Toussaint, à perpétuité, selon l'instituteur Boyrié.

### Temps modernes
Les forêts constituent historiquement la principale ressource de Boutx, ce qui lui vaut la convoitise de ses voisins. En 1760, c'est par une transaction que prennent fin quarante ans de troubles avec la commune de Lez, concernant les territoires occidentaux. Un procès interminable oppose Boutx à la commune d'Argut-Dessus qui convoite la Seube, de 1770 au 10 février 1847.

### Époque contemporaine
De 1834 au 19 mars 1860, ce sont les communes d'Eup et de Bezins-Garraux qui revendiquent la propriété des territoires forestiers situés au nord. De Louis XIV à Napoléon III, le Roi puis l'Etat ont à de nombreuses reprises, tenté de s'approprier les forêts de Boutx.
En 1974, Boutx a fusionné avec Couledoux et Argut-Dessus,. Le territoire de cette dernière faisait partie d'une des enclaves languedociennes du « diocèse civil du Petit-Comminges » (avec une partie de Saint-Béat et Melles), l'un des 24 diocèses civils du Languedoc. La commune de Boutx, quant à elle, faisait partie du Comminges, une des régions de la Gascogne[réf. nécessaire].

## Politique et administration

### Rattachements administratifs et électoraux

#### Rattachements administratifs
La commune se trouve dans l'arrondissement de Saint-Gaudens du département de la Haute-Garonne.
Elle faisait partie depuis 1793 du canton de Saint-Béat. Dans le cadre du redécoupage cantonal de 2014 en France, cette circonscription administrative territoriale a disparu, et le canton n'est plus qu'une circonscription électorale.

#### Rattachements électoraux
Pour les élections départementales, la commune fait partie depuis 2014 du canton de Bagnères-de-Luchon.
Pour l'élection des députés, elle fait partie de la huitième circonscription de la Haute-Garonne.

### Intercommunalité
Boutx était membre de la petite communauté de communes du canton de Saint-Béat, un établissement public de coopération intercommunale (EPCI) à fiscalité propre créé en 2001 et auquel la commune avait transféré un certain nombre de ses compétences, dans les conditions déterminées par le code général des collectivités territoriales.
Dans le cadre des dispositions de la loi portant nouvelle organisation territoriale de la République du 7 août 2015, qui prévoit que les établissements publics de coopération intercommunale (EPCI) à fiscalité propre doivent avoir un minimum de 15 000 habitants, cette intercommunalité a fusionné avec ses voisines pour former, le 1er janvier 2017, la communauté de communes du Haut Pays du Montreuillois, dont est désormais membre la commune.
La communauté est membre du Pays Comminges Pyrénées.

### Administration municipale
Le nombre d'habitants étant compris entre 100 et 499, le nombre de membres du conseil municipal est de onze, y compris le maire et ses adjoints.
Parmi eux, les habitants des communes déléguées élisent un maire délégué, pour Coulédoux, et un maire délégué et un conseiller pour Argut-Dessus

### Liste des maires
| Période                                  | Période                        | Identité                | Étiquette   | Qualité                                                                                              |
| ---------------------------------------- | ------------------------------ | ----------------------- | ----------- | --- |
| Les données manquantes sont à compléter. |                                |                         |             | |
| 1793                                     |                                | Pierre Nogues           |             | |
| 1795                                     |                                | Bernard Gérôme Claverie |             | |
| 1802                                     |                                | Louis Nougues           |             | |
| 1808                                     |                                | Jean Medan              |             | |
| 1813                                     |                                | Jean Ribaut             |             | |
| 1816                                     |                                | César Ribaut            |             | |
| 1817                                     |                                | Jean-Bernard Medan      |             | |
| 1821                                     |                                | Jean Lahille Ribaut     |             | |
| 1826                                     |                                | Jean-Bernard Nogues     |             | |
| 1831                                     |                                | Jean-Bernard Medan      |             | |
| 1837                                     |                                | M. Coumet               |             | |
| 1843                                     |                                | Fabien Medan            |             | |
| 1844                                     |                                | Jean Puntos             |             | |
| 1844                                     |                                | Jean Rumebe             |             | |
| 1846                                     |                                | Fabien Medan            |             | |
| 1849                                     |                                | Jean-Bernard Medan      |             | |
| 1855                                     |                                | Fabien Medan            |             | |
| 1865                                     |                                | Jean Rouges             |             | |
| 1870                                     |                                | Bertrand Salles         |             | |
| 1870                                     |                                | Jean Medan              |             | |
| 1874                                     |                                | Bertrand Salles         |             | |
| 1876                                     |                                | Jean-Bernard Guiraud    |             | |
| 1878                                     |                                | Jacques Nougues         |             | |
| 1892                                     |                                | Auguste Redonnet        |             | |
| 1904                                     |                                | Jean-Pierre Nougues     |             | |
| 1908                                     |                                | Auguste Redonnet        |             | |
| 1925                                     |                                | Victor Betbeze          |             | |
| 1925                                     |                                | Jean Tuc                |             | |
| 1928                                     |                                | Jean-Marie Caperan      |             | |
| 1946                                     |                                | Marceau Caperan         |             | |
| 1961                                     | 1993                           | Henri Dinguirard        | PS puis DVG | Directeur de l'Institut Médico-Pédagogique d'Aurignac Conseiller général de Saint-Béat (1974 → 1994) |
| 1993                                     | 2023                           | André Mélazzini         | PS          | Cadre retraité                                                                                       |
| avril 2023                               | En cours (au 30 novembre 2023) | Fabien Melazzini        |             | Employé civil ou agent de service de la fonction publique                                            |

## Équipements et services publics

### Enseignement
Boutx fait partie de l'académie de Toulouse.
Les enfants fréquentent l'école primaire puis le  collège de Saint-Béat.

## Population et société
Les habitants sont appelés les Boutxois.

### Démographie
L'évolution du nombre d'habitants est connue à travers les recensements de la population effectués dans la commune depuis 1793. Pour les communes de moins de 10 000 habitants, une enquête de recensement portant sur toute la population est réalisée tous les cinq ans, les populations de référence des années intermédiaires étant quant à elles estimées par interpolation ou extrapolation. Pour la commune, le premier recensement exhaustif entrant dans le cadre du nouveau dispositif a été réalisé en 2008.

En 2022, la commune comptait 253 habitants, en évolution de +4,55 % par rapport à 2016 (Haute-Garonne : +8,02 %, France hors Mayotte : +2,11 %).
| 1793 | 1800 | 1806 | 1821 | 1831 | 1836 | 1841 | 1846 | 1851 |
| ---- | ---- | ---- | ---- | ---- | ---- | ---- | ---- | ---- |
| 778  | 293  | 880  | 935  | 928  | 946  | 897  | 965  | 965  |

| 1856 | 1861 | 1866 | 1872 | 1876 | 1881 | 1886 | 1891 | 1896 |
| ---- | ---- | ---- | ---- | ---- | ---- | ---- | ---- | ---- |
| 897  | 958  | 932  | 890  | 860  | 904  | 839  | 795  | 752  |

| 1901 | 1906 | 1911 | 1921 | 1926 | 1931 | 1936 | 1946 | 1954 |
| ---- | ---- | ---- | ---- | ---- | ---- | ---- | ---- | ---- |
| 692  | 666  | 632  | 565  | 543  | 503  | 383  | 378  | 328  |

| 1962 | 1968 | 1975 | 1982 | 1990 | 1999 | 2006 | 2008 | 2013 |
| ---- | ---- | ---- | ---- | ---- | ---- | ---- | ---- | ---- |
| 250  | 251  | 304  | 362  | 324  | 259  | 269  | 270  | 241  |

| 2018 | 2022 | - | - | - | - | - | - | - |
| ---- | ---- | - | - | - | - | - | - | - |
| 246  | 253  | - | - | - | - | - | - | - |

| selon la population municipale des années : | 1968 | 1975 | 1982 | 1990 | 1999 | 2006 | 2009 | 2013 |
| Rang de la commune dans le département      | 271  | 208  | 214  | 249  | 300  | 319  | 326  | 357  |
| Nombre de communes du département           | 592  | 582  | 586  | 588  | 588  | 588  | 589  | 589  |

Boutx est une commune rurale qui a connu son pic de population de 965 habitants en 1851.

### Sports et loisirs
Randonnée pédestre, VTT sur neige, trail, ski, ski de fond,
Le Trail du Mourtis, créé en 2014, a réuni en 2024 1 500 personnes, dont 800 coureurs

## Économie

### Revenus
En 2018  (données Insee publiées en septembre 2021), la commune compte 138 ménages fiscaux, regroupant 246 personnes. La médiane du revenu disponible par unité de consommation est de 18 830 € (23 140 € dans le département).

### Emploi
|                | 2008  | 2013  | 2018  |
| -------------- | ----- | ----- | ----- |
| Commune        | 3,9 % | 8,7 % | 5,3 % |
| Département    | 7,7 % | 9,6 % | 9,3 % |
| France entière | 8,3 % | 10 %  | 10 %  |

En 2018, la population âgée de 15 à 64 ans s'élève à 131 personnes, parmi lesquelles on compte 77,1 % d'actifs (71,8 % ayant un emploi et 5,3 % de chômeurs) et 22,9 % d'inactifs,. Depuis 2008, le taux de chômage communal (au sens du recensement) des 15-64 ans est inférieur à celui de la France et du département.
La commune est hors attraction des villes,. Elle compte 93 emplois en 2018, contre 77 en 2013 et 78 en 2008. Le nombre d'actifs ayant un emploi résidant dans la commune est de 96, soit un indicateur de concentration d'emploi de 97,4 % et un taux d'activité parmi les 15 ans ou plus de 47,7 %.
Sur ces 96 actifs de 15 ans ou plus ayant un emploi, 37 travaillent dans la commune, soit 39 % des habitants. Pour se rendre au travail, 78,1 % des habitants utilisent un véhicule personnel ou de fonction à quatre roues, 2,1 % les transports en commun, 5,2 % s'y rendent en deux-roues, à vélo ou à pied et 14,6 % n'ont pas besoin de transport (travail au domicile).

### Activités hors agriculture
35 établissements sont implantés  à Boutx au 31 décembre 2019. Le tableau ci-dessous en détaille le nombre par secteur d'activité et compare les ratios avec ceux du département,.
| Secteur d'activité                                                                                        | Commune | Commune | Département |
| Secteur d'activité                                                                                        | Nombre  | %       | %           |
| --- | ------- | ------- | ----------- |
| Ensemble                                                                                                  | 35      |         |             |
| Industrie manufacturière, industries extractives et autres                                                | 1       | 2,9 %   | (5,7 %)     |
| Construction                                                                                              | 2       | 5,7 %   | (12 %)      |
| Commerce de gros et de détail, transports, hébergement et restauration                                    | 19      | 54,3 %  | (25,9 %)    |
| Activités immobilières                                                                                    | 1       | 2,9 %   | (4,2 %)     |
| Activités spécialisées, scientifiques et techniques et activités de services administratifs et de soutien | 3       | 8,6 %   | (19,8 %)    |
| Administration publique, enseignement, santé humaine et action sociale                                    | 5       | 14,3 %  | (16,6 %)    |
| Autres activités de services                                                                              | 4       | 11,4 %  | (7,9 %)     |

Le secteur du commerce de gros et de détail, des transports, de l'hébergement et de la restauration est prépondérant sur la commune puisqu'il représente 54,3 % du nombre total d'établissements de la commune (19 sur les 35 entreprises implantées  à Boutx), contre 25,9 % au niveau départemental.

### Agriculture
La commune est dans les « Pyrénées centrales », une petite région agricole occupant le sud du département de la Haute-Garonne, massif montagneux où s’étagent les vallées profondes, la forêt et les zones intermédiaires, les estives. En 2020, l'orientation technico-économique de l'agriculture  sur la commune est l'élevage d'ovins ou de caprins.
|               | 1988 | 2000 | 2010 | 2020 |
| ------------- | ---- | ---- | ---- | ---- |
| Exploitations | 20   | 15   | 12   | 10   |
| SAU (ha)      | 493  | 363  | 414  | 380  |

Le nombre d'exploitations agricoles en activité et ayant leur siège dans la commune est passé de 20 lors du recensement agricole de 1988  à 15 en 2000 puis à 12 en 2010 et enfin à 10 en 2020, soit une baisse de 50 % en 32 ans. Le même mouvement est observé à l'échelle du département qui a perdu pendant cette période 57 % de ses exploitations,. La surface agricole utilisée sur la commune a également diminué, passant de 493 ha en 1988 à 380 ha en 2020. Parallèlement la surface agricole utilisée moyenne par exploitation a augmenté, passant de 25 à 38 ha.

## Culture locale et patrimoine

### Lieux et monuments
- Col de Menté, régulièrement fréquenté par le Tour de France.
- Col forestier d'Artigascou.
- Chapelle Notre-Dame-du-Lac[59].
- Église de la Nativité-de-la-Sainte-Vierge (Ger de Boutx)[60].
- Église Saint-Georges[61].
- Église de Coulédoux[62].
- Église d'Argut-dessus[63].

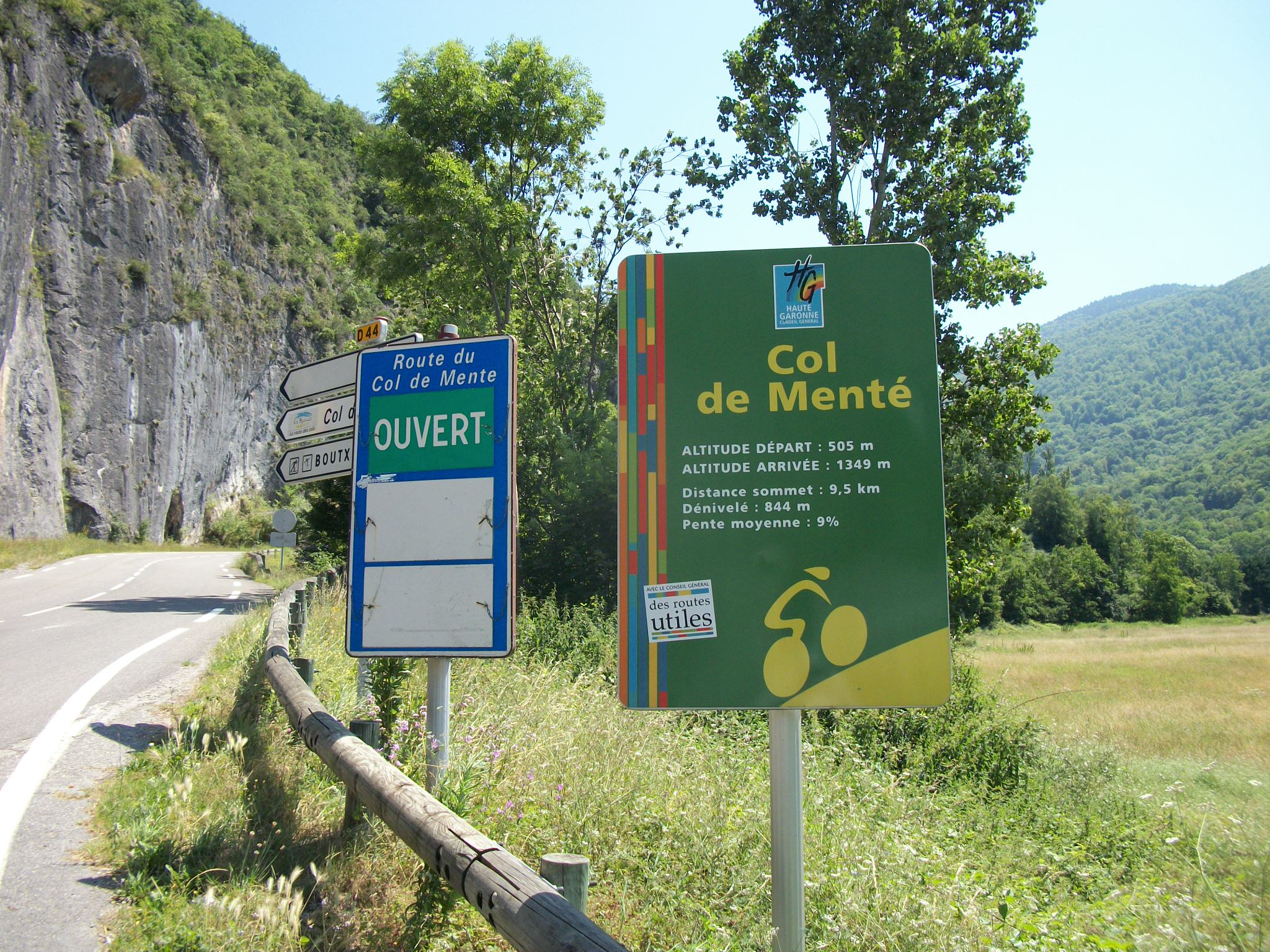
Le col de Menté.
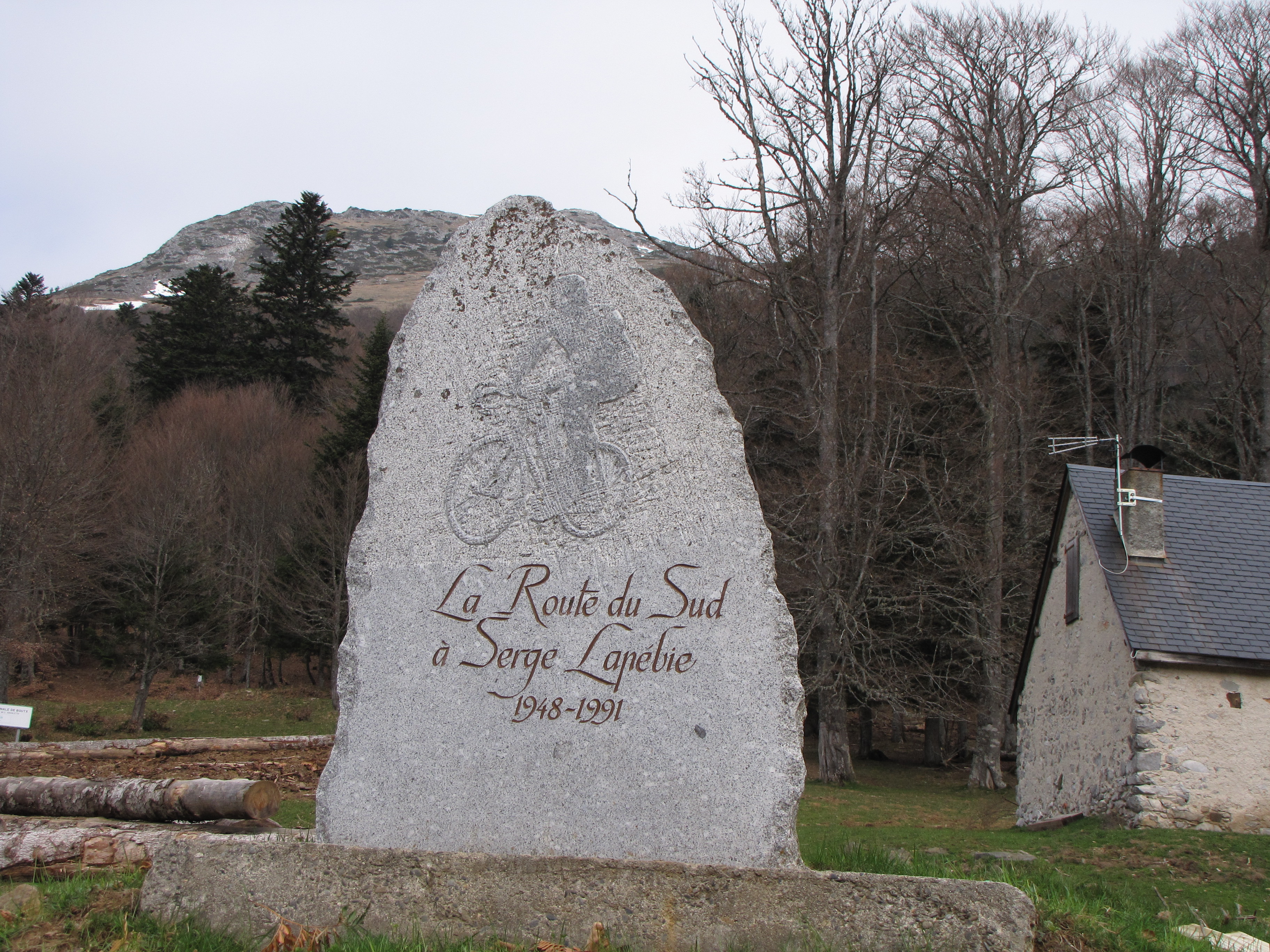
Stèle à Serge Lapébie au col de Menté.
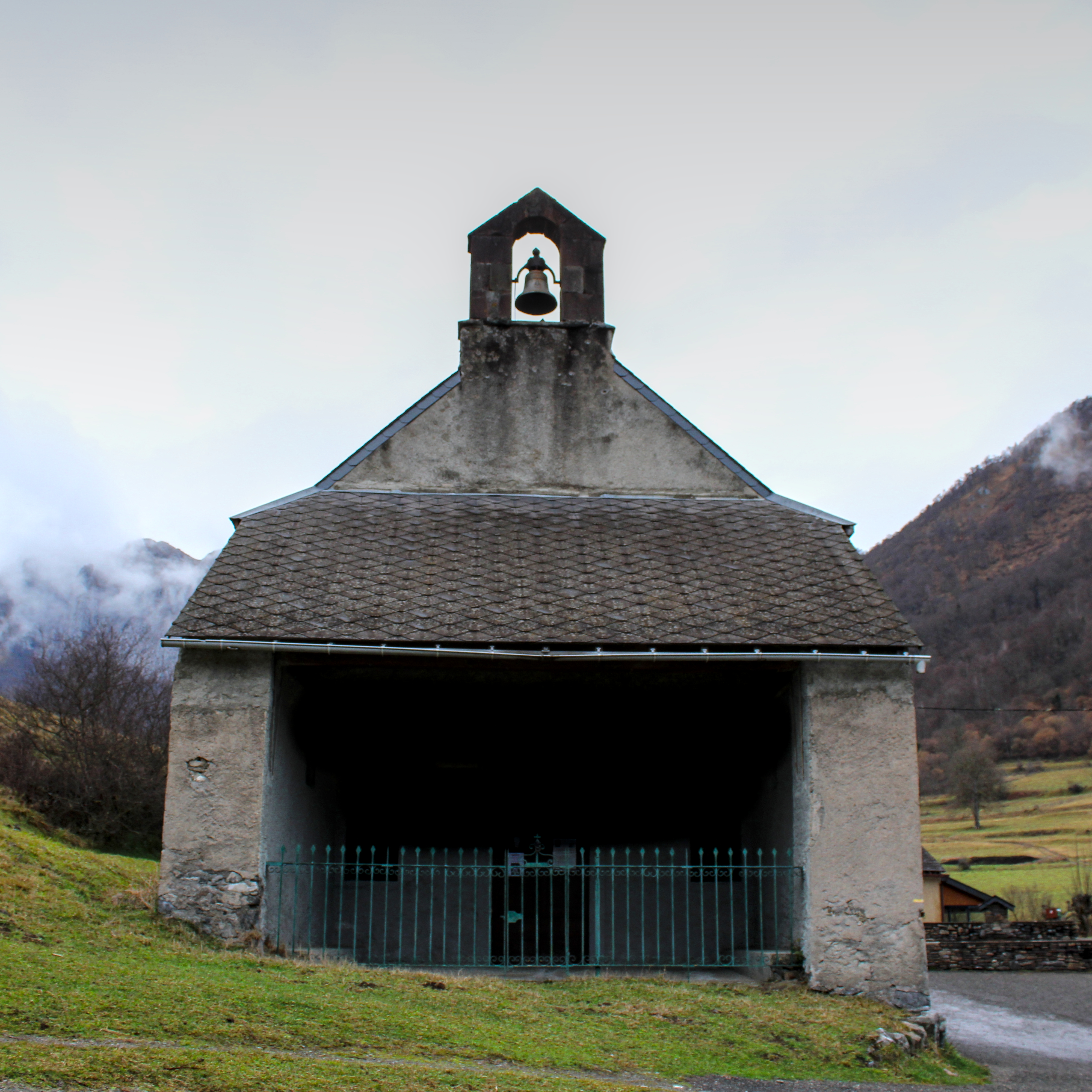
La chapelle Notre-Dame-du-Lac.
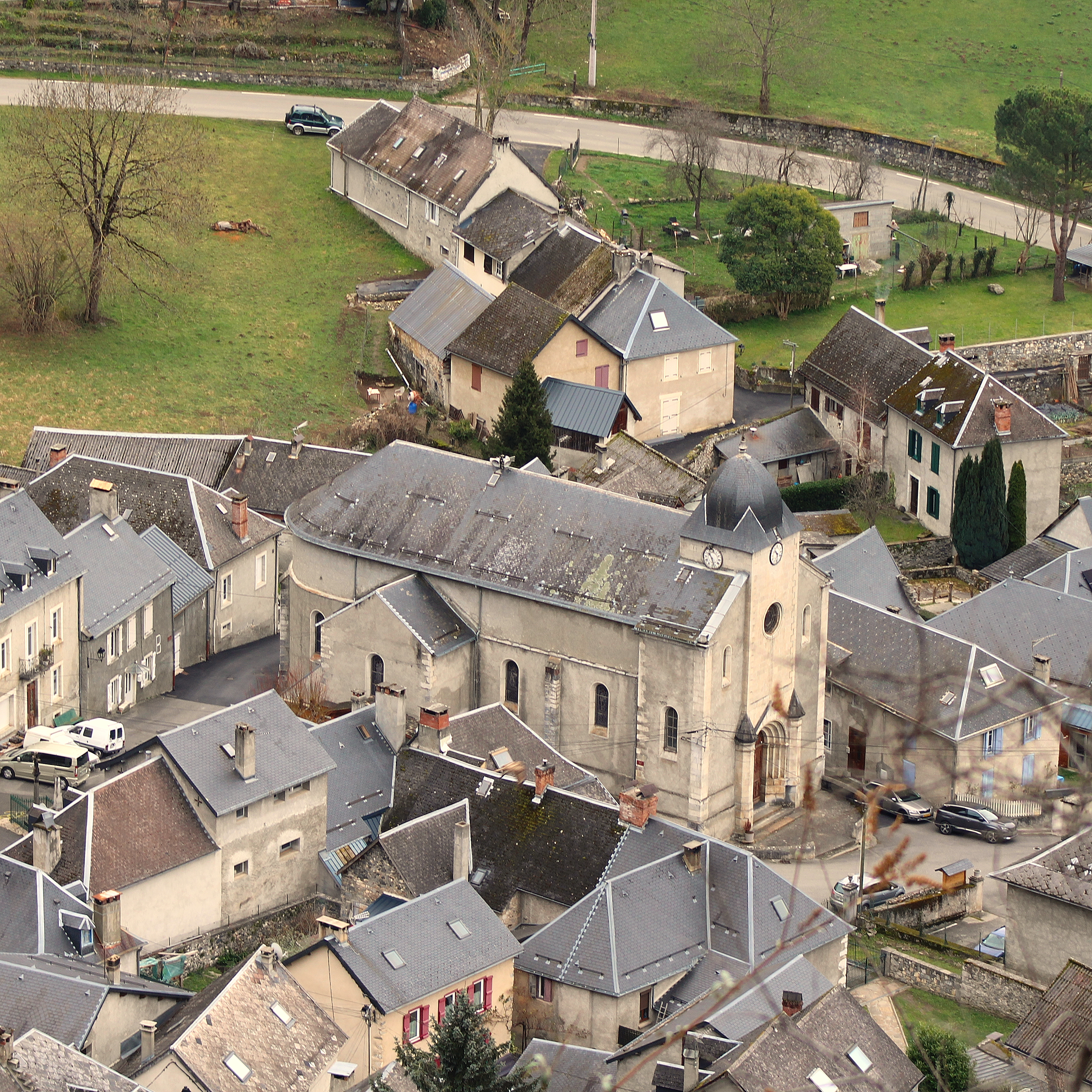
Église Saint-Georges de Boutx (depuis le sentier menant à la carrière).
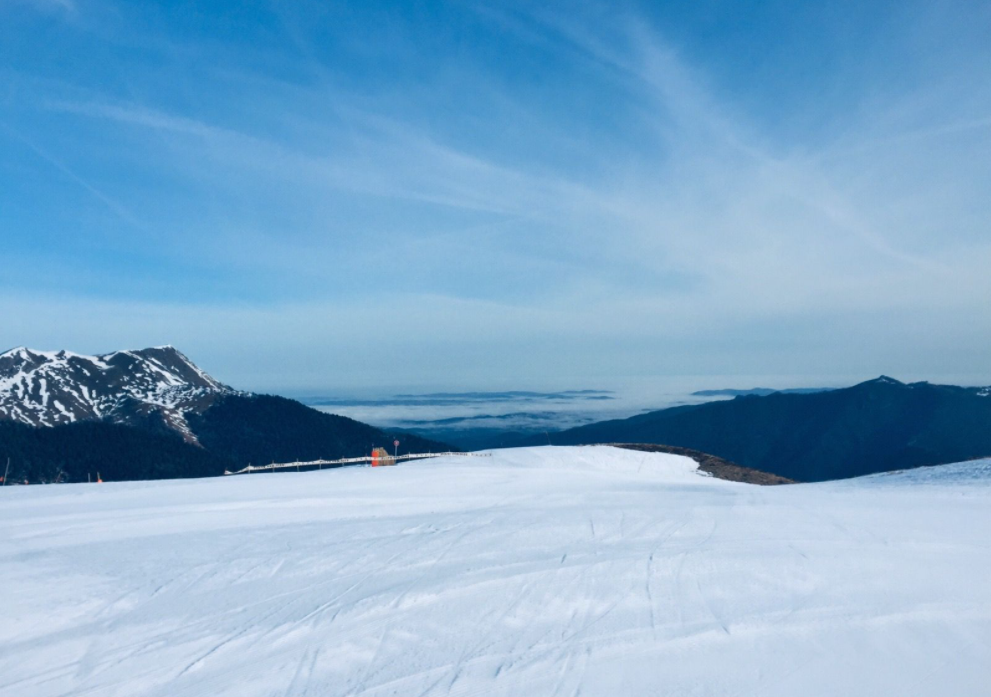
Photo depuis une piste rouge de la station en février 2022.

### Gastronomie
La croustade, dessert local traditionnel du jour de la fête du village, très dissemblable entre Boutx et Ger-de-Boutx.

### Personnalités liées à la commune
- Odet d’Aydie comte de Comminges.

### Annecdote
L'ourse slovène Mellba, introduite à Melles en 1997, hiberne dans une tanière située sur la commune durant l'hiver 1996-1997. Elle donne naissance à trois oursons, dont Caramelles et Boutxy, dont le nom est issu de celui de la commune,.

## Pour approfondir